# Secusio rothi
Secusio rothi är en fjärilsart som beskrevs av Rothschild 1933. Secusio rothi ingår i släktet Secusio och familjen björnspinnare. Inga underarter finns listade.